# Wang Kuang (Wang Shun)

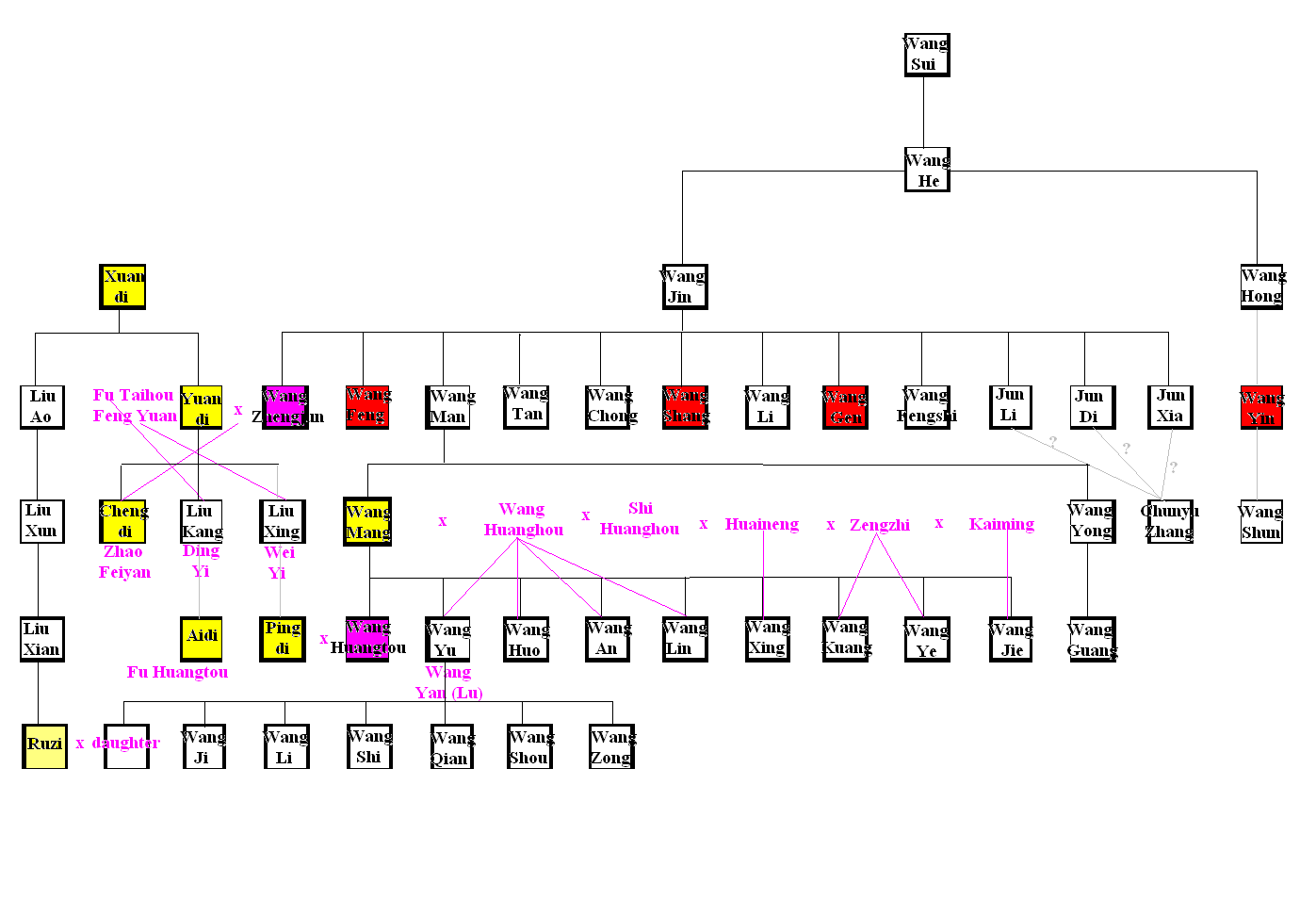
Stamboom van de familie Wang

Wang Kuang (†23 na Chr.) was een Chinese generaal in dienst van keizer Wang Mang. Zijn vader was Wang Shun, achterneef en een van de trouwste bondgenoten van Wang Mang. Net als zijn broers Wang Yan en Wang Lin behoorde Wang Kuang zo tot de familie die aan het einde van de Westelijke Han-dynastie en onder de Xin-dynastie de feitelijke politieke macht bezat.
Als beloning voor de trouw die Wang Shun in de voorafgaande jaren aan Wang Mang had betoond, werden zijn drie zonen in 6 na Chr. in de adelstand verheven. Wang Kuang werd benoemd tot Markies van Tongxin (同心侯, Tongxin hou). Na de dood van zijn vader in 11 volgde Wang Kuang hem op als Taishi Jiangjun (太師將軍).
In 22 werd hij met generaal Lian Dan (廉丹, †22) naar het oosten gestuurd, waar ze de daar aanwezige rebellen onder leiding van Suolu Hui (索盧恢) wisten te verslaan. Vervolgens leden beide generaals een nederlaag tegen opstandelingen van de Rode Wenkbrauwen, waarbij Lian Dan sneuvelde en Wang Kuang op de vlucht sloeg. Desondanks kreeg hij in 23 van Wang Mang opdracht om samen met generaal Ai Zhang (哀章) Luoyang te verdedigen tegen aanhangers van de Gengshi-keizer (更始帝, r. 23-25). Na door hen te zijn verslagen gaven de beide generaals zich over, waarna ze werden onthoofd.